# Chelyophora borneana
Chelyophora borneana är en tvåvingeart som beskrevs av Camillo Rondani 1875. Chelyophora borneana ingår i släktet Chelyophora och familjen borrflugor. Inga underarter finns listade i Catalogue of Life.